# Marius Eynard
Marius Eynard, dit Le Roi du Disque, né  à Paris le 28 juin 1881 et mort à Courseulles-sur-Mer le 9 juillet 1957, est un athlète français de 1,85 m, licencié à l'US Le Mans puis essentiellement au Racing Club de France et spécialiste du lancer du disque durant la première moitié des années 1900.

## Carrière
En 1902, il est sergent au 117e régiment d'infanterie,.
Quadruple champion de France consécutivement, il devient par trois fois l'officieux détenteur du record du monde de sa spécialité, le 13 août 1902 avec un jet à 41,26 m (battu le 8 septembre de la même année à Vienne par Nándor Fóthy (en), de Budapest, avec 41,97 m), alors qu'il n'était déjà plus 'umiste', puis lors des Championnats de France de 1903 avec un jet à 42,14 m, et enfin le 2 mai 1903 à Paris avec un jet à 43,21 mètres, grâce à un disque de 1 kg 923 (mais non règlementaire sur le plan international, avec une mesure perpendiculaire pour un plateau carré): ce troisième record planétaire ne sera officiellement battu qu'en 1909.
Eynard s'oriente également vers des compétitions d'aviron, à partir de l'été 1903. 
Il ne put participer aux Jeux olympiques de 1904, en l'absence de délégation française à Saint-Louis.

## Palmarès
- Champion de France d'athlétisme:
  - 1902 (36.03m), 1903 (42.14m), 1904 (38.72m) et 1905 (37.97m).
- Troisième du lancer du poids en 1903 (11,69 m)

## Lien externe

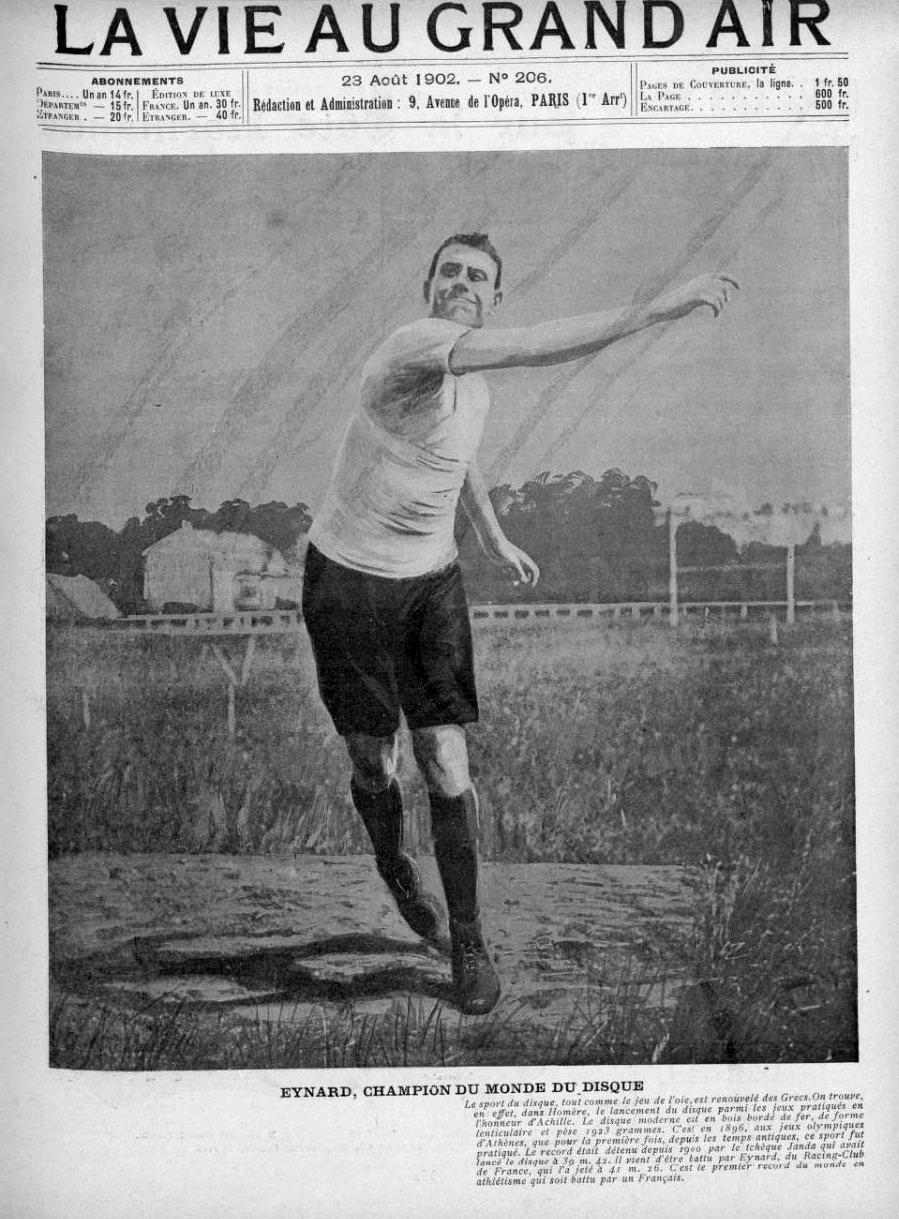
Marius Eynard en août 1902.